# Cappelle-la-Grande
 Cappelle-la-Grande  là một xã ở tỉnh Nord trong vùng Hauts-de-France, Pháp.